# Ramón Muñoz
Pour les articles homonymes, voir Muñoz.
Ramón Muñoz est un réalisateur, producteur et scénariste français.

## Filmographie

### Comme réalisateur, scénariste et producteur
- 1984 : La Cassure

## Œuvre

### Novélisation
- La Cassure, Fleuve Noir, coll. « Spécial Police » no 1981, 1985